# 上海商貿控股
上海商貿控股有限公司（除牌當時為1104.HK），曾是紡織和食品加工業務。當時是以「盈榮集團有限公司」上市，而值得注意是前主席毛玉萍，但由於公司出現發生更多問題，現時由亞太資源取代上市。